# Geografía de Arabia Saudita

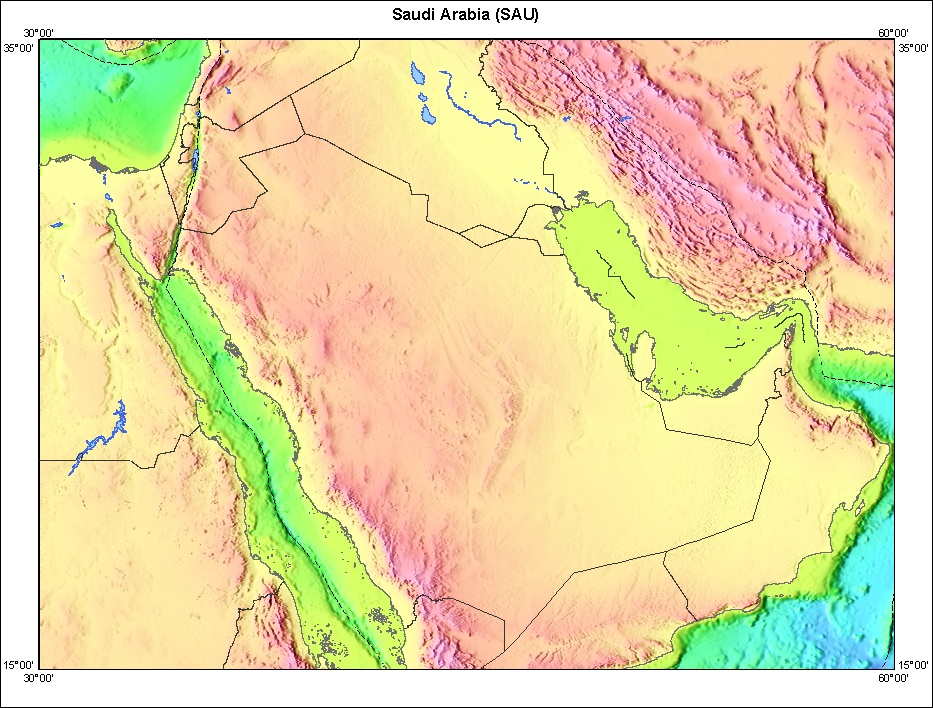
Mapa topográfico de Arabia Saudí

Arabia Saudita ocupa el ochenta por ciento de la península arábiga. Muchas de las fronteras con los Emiratos Árabes Unidos, Omán y Yemen no están bien definidas, razón por la cual la dimensión exacta del país es desconocida, si bien se estima en alrededor de 2.240.000 kilómetros cuadrados.
El clima es seco y cálido. La mitad del país está deshabitada por ser un desierto de temperaturas extremas con ciertas zonas donde se encuentran oasis. En la mayor parte de la Arabia Saudita la vegetación es escasa y se limita a algunas hierbas xerofíticas y arbustos. La fauna la componen gatos salvajes, monos babuinos, lobos y hienas. La costa del mar Rojo, particularmente los arrecifes de coral, tiene una rica fauna marítima. La longitud de la costa alcanza los 2.640 kilómetros.
La región sudoccidental tiene montañas que llegan a 3.000 metros de altura y es la zona más verde y fresca del país. La capital, Riad tiene una temperatura promedio de 42 °C y 14 °C en enero. En cambio Yeda, en la costa occidental, tiene una temperatura media de 31 °C en julio y 23 °C en enero.
Las principales ciudades de Arabia Saudita son Riad (la capital del reino), Dammam, Yeda, La Meca y Medina.
Las ciudades de La Meca y Medina destacan por su significado religioso para los musulmanes o seguidores del Islam. La primera alberga la Kaaba, edificada según el Corán por Abraham y su hijo Ismael, y centro litúrgico del mundo musulmán, la segunda alberga la mezquita del Profeta Mahoma. La entrada y la permanencia en las dos ciudades santas está prohibida para los no musulmanes.
Yeda es una importante ciudad portuaria a orillas del mar Rojo y es la puerta de entrada para los peregrinos africanos.
En Dammam se encuentra el principal centro de explotación de los ricos yacimientos petrolíferos de Arabia Saudita.

## Relieve

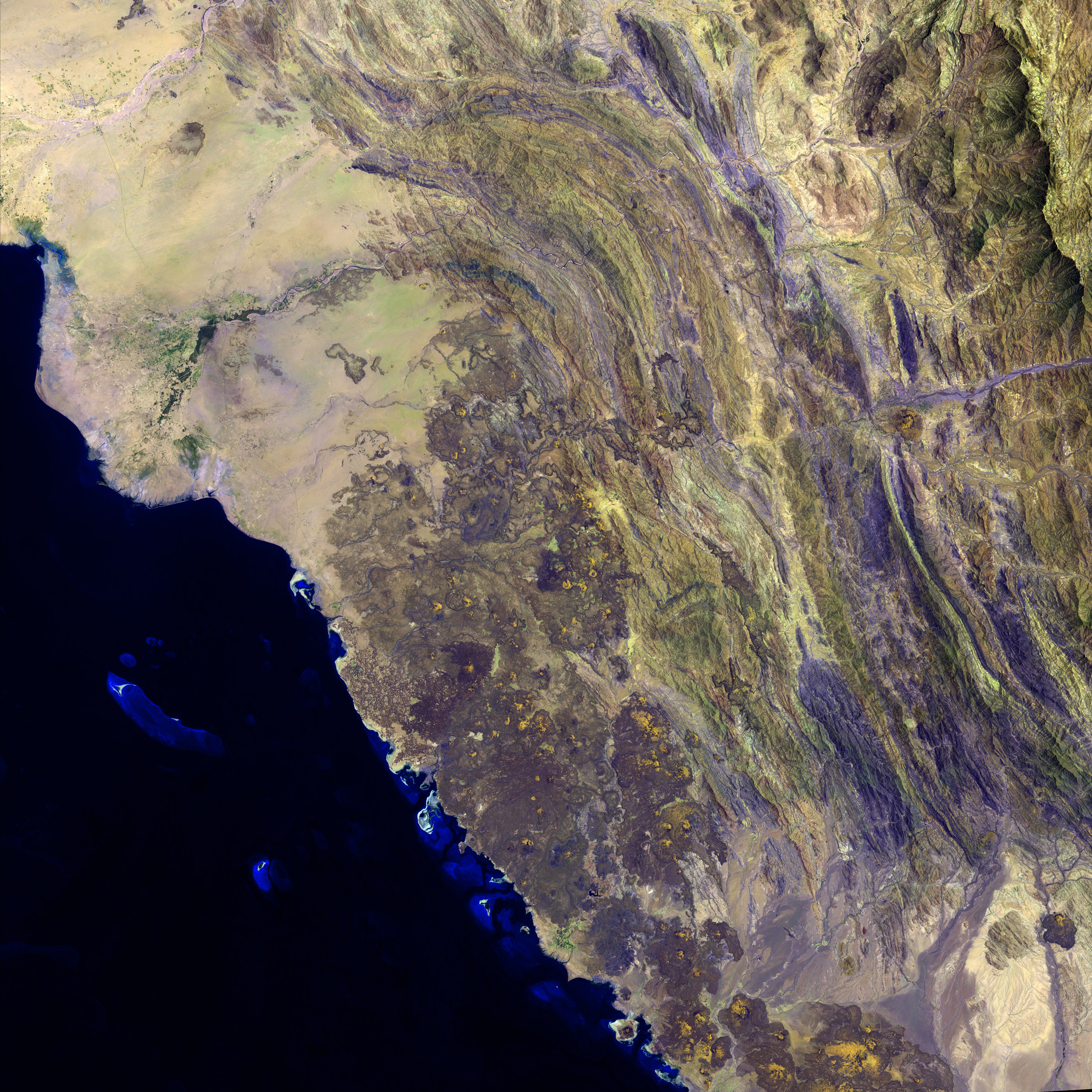
Al Harrah o Harra, campo de lava basáltica en el noroeste de Arabia Saudita, cerca de la frontera con Jordania. Cubre un área de 15.200 km², la tercera parte de un inmenso campo de lava que se extiende por Siria y Jordania. Formado entre el Mioceno y el Holoceno posee una vegetación de acacias bajas dispersas y enebros en las zonas altas.

La península arábiga es un antiguo macizo compuesto de rocas cristalinas cuya estructura geológica se desarrolla en el periodo alpino. Los movimientos geológicos que formaron el mar Rojo hicieron que todo el macizo se inclinase hacia el este, y los bordes occidentales y meridionales se alzaran. El Gran Valle del Rift que formó ambos lados del mar Rojo discurre hacia el sur a través de Etiopía y desaparecer poco apoco en las zonas de Mozambique, Zambia y Zimbabue.
En la península es visible la línea oriental del Gran Rift en los acantilados, y en algunos escarpes entre el golfo de Áqaba y el golfo de Adén. La vertiente oriental de este escarpe es relativamente suave, y acaba sobre las tierras existentes antes de la falla. Un segundo escarpe, más bajo, el Jabal Tuwayq, discurre de norte a sur a través del área de Riad.
En el sur, una llanura costera, el Tihama, se alza gradualmente desde el mar a las montañas. El Hejaz, región al oeste de Arabia, se extiende hacia el sur hasta la frontera del montañoso Yemen.

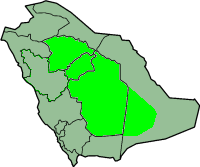
Desierto de Najd

La meseta central, el Najd, cubierta de lava y escombros volcánicos, (1370 m en el oeste y 760 m al este), se extiende hasta el Jabal Tuwayq y más allá. Una estrecha franja de desierto conocida como Al Dahna, de unos 1.450 km de longitud y unos 50 km de anchura, separa el Najd del este de Arabia, cuyas vertientes orientales son arenales a lo largo del Golfo Pérsico. Al norte del Najd se encuentra el desierto de arena de Al Nafud, unos 57.000 km², que aísla el centro de la península de las vertientes del norte. Al sur del Najd se encuentra uno de los desiertos de arena más grandes del mundo, el desierto de Rub al-Jali (Empty quarter, el barrio vacío), que cubre unos 650.000 km² y desciende desde los 800 m de altura en la frontera con Yemen hasta casi el nivel del mar en el Golfo Pérsico.
La vertiente occidental de la gran meseta tiene una altura media de 1500 m, desciende hasta 1200 m en las cercanías de La Meca y se eleva hacia el extremo sudoeste hasta los 3000 m, donde se halla el punto más alto, el pico de Jabal Sawda, de unos 3.000 m, aunque algunas fuentes lo llevan hasta los 3200 m. Al este se encuentran una serie de largas y estrechas sierras de norte a sur que tienen unos 1200 km de longitud y se curvan hacia el este, con vertientes escalonadas al oeste y suaves pendientes al este. Sobresalen de la meseta unos 250 m.
La divisoria de aguas se halla solo a 40 km del mar Rojo en el norte y se aleja hasta 130 km en la frontera con Yemen. En la costa oriental hay numerosos lagos salados y ciénagas.
No hay ríos permanentes en la península, pero los uadis son numerosos. Destaca el de Al Hamd, que nace cerca de La Meca y discurre unos 160 km hacia el noroeste.

## Clima

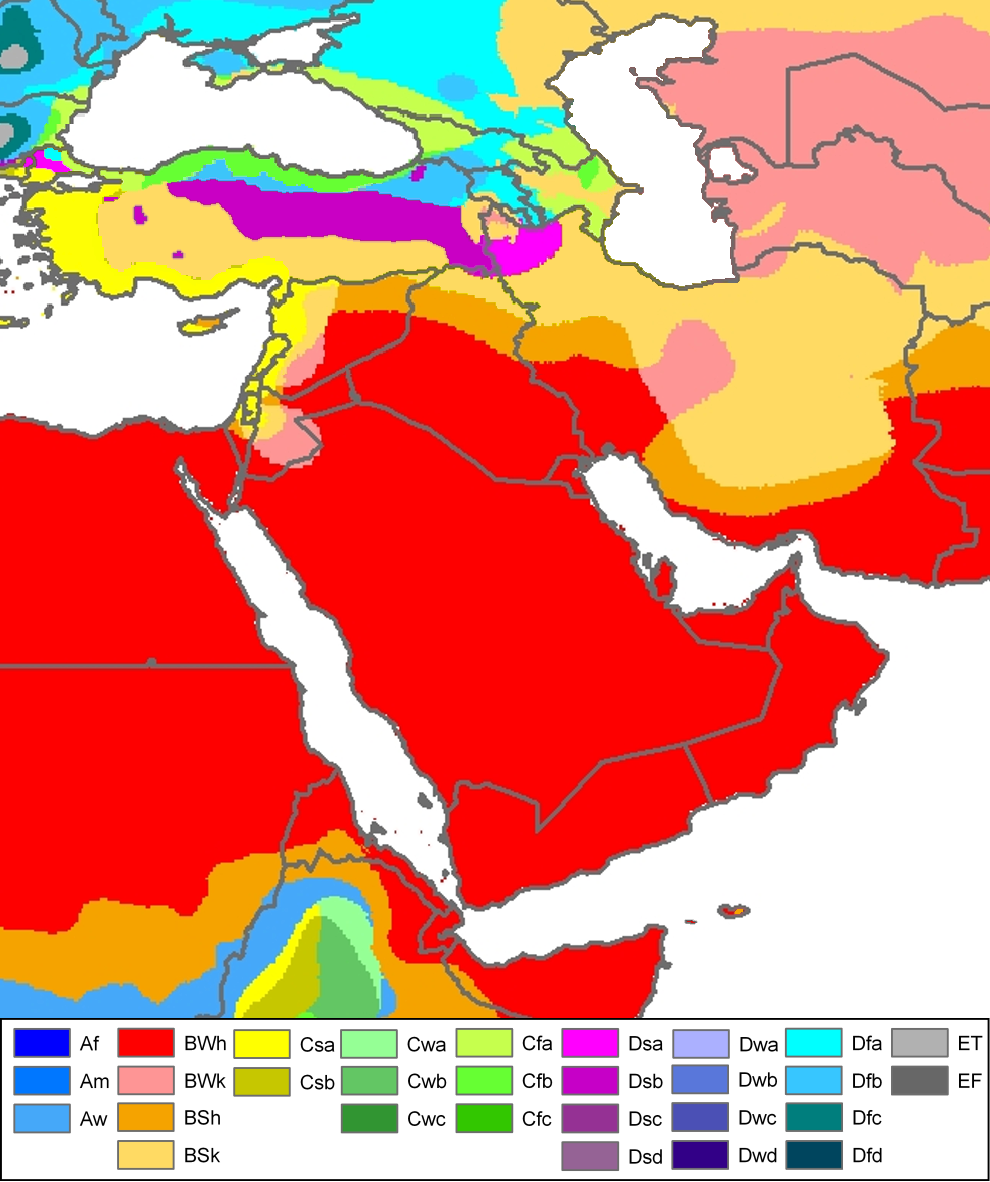
Mapa de temperaturas de Arabia Saudita según la clasificación de Köppen; en rojo, desértico cálido; en rosa, desierto frío.

El clima de Arabia Saudita es generalmente desértico, muy cálido en verano y de lluvias muy escasas y concentradas entre noviembre y abril, con ciertas diferencias entre las regiones.
A lo largo de la costa del mar Rojo, las temperaturas pueden ser frías en las noches de invierno; sin embargo, en el sur, el invierno no existe. En Al Wajh, ciudad norteña, la temperatura puede bajar de 15 °C entre diciembre y marzo, y entre junio y septiembre no baja apenas de 25 °C, con máximas de 25 °C en invierno y de 34−35 °C en verano. En invierno, el mar puede enfriarse hasta 21 °C. En Yeda, en la parte central de la costa oeste, las temperaturas invernales oscilan entre 20 y 29 °C, y las veraniegas, en agosto, entre 28 °C y 38 °C.
En La Meca, que aunque no está en la costa, se halla en la parte occidental de las montañas, donde caen 110 mm en 22 días y nada en verano, las temperaturas oscilan entre 19−31 °C en enero y 30 °C de mínima y 43 °C de máxima en agosto.
En Jizán, al sur de la costa occidental, con 133 mm de lluvia anual, las temperaturas oscilan entre 22 y 31 °C en invierno, y 30 y 38 °C en verano.
Al este, en la costa del Golfo Pérsico, hace más frío. En Dammam, oscilan entre 10 y 21 °C en enero, y 29 a 45 °C en julio y agosto. El mar pasa de 21 °C en enero a 33 °C entre julio y septiembre, aunque es más fresca (18 °C en invierno) cerca de Kuwait).
En el norte, junto al desierto sirio, hace más frío. En Turaif, a 850 m, oscila entre 1 y 13 °C en enero, y 20 y 37 °C en verano.
En la meseta interior, el Najd, entre 400 y 1200 m, con una serie de desiertos de arena separados por áreas pedregosas, la temperatura es bastante uniforme. En Ha'il, en el norte, a 1000 m de altura, oscila entre 4 y 17 °C en enero, y 24 y 40 °C en agosto. En Riad, en el centro, a 600 m, con 111 mm en 46 días, sobre todo entre marzo y abril, oscilan entre 9 y 20 °C en enero, y 29 y 44 °C en verano. En Medina, al oeste de la meseta (27,5 °C de media anual), las temperaturas oscilan entre 12 y 24 °C en invierno, y 30 y 44 °C en verano. En esta ciudad solo caen 41 mm de media anual.
En el desierto de Rub al-Jali, incluso en invierno se alcanzan los 25 °C, con la novedad de que aquí pueden llegar los ciclones tropicales veraniegos que proceden del mar de Arabia, de mayo a diciembre.
En el norte de las montañas occidentales, el Hejaz, puede llover, pero solo en invierno, y nevar por encima de 2000 m. En el sur de las montañas, afecta el monzón del sudoeste, con algo de lluvia entre junio y septiembre. En Abha, a 2.000 m, caen 218 mm en 62 días, con temperaturas de 8 a 20 °C en invierno, y de 17 a 31 °C en verano. Con casi 50 mm en marzo y abril, el paisaje suele verdear.

## Hidrología
Hasta la década de 1980, Arabia Saudita disponía de recursos acuíferos en superficie y subterráneos formados hace tiempo y no renovables. Estos últimos años, estos recursos han sido utilizados abundantemente tanto con fines agrícolas como domésticos. Con el fin de responder a la importante demanda, el agua consumida en el país procede principalmente de agua del mar desalada. A causa del consumo de agua para la agricultura en relación con las otras necesidades del país, el cultivo de cereales se abandonó en 2016. En el gran oasis de Al-Hasa, se abastecen continuamente grandes y profundas fosas mediante pozos artesianos gracias a las aguas subterráneas de la vertiente oriental de la cuenca del Jabal Tuwayq. Esos pozos permiten el riego de oasis grandes pero locales. En el Hedjaz y el Asir, los pozos son abundantes; en el Nejd y los grandes desiertos, los puntos de agua son relativamente menos numerosos y repartidos por una zona inmensa.
La tecnología moderna ha localizado y aumentado la disponibilidad de una gran cantidad de agua subterránea; la Saudi Aramco ha encontrado importantes reservas en varias regiones del norte y de la Arabia oriental. El gobierno saudí, la Saudi Aramco y la FAO han hecho esfuerzos conjuntos con el fin de explotar los recursos de agua subterránea de manera duradera, pero la sobreexplotación de estos recursos en los años 1970 y 2000 hacen temer su desaparición. Actualmente, hay que excavar a más de dos mil metros de profundidad para encontrar agua.
El consumo de agua y electricidad en Arabia Saudita es dos veces superior a la media internacional y se elevaba a unos 20.000 millones de m³ por día en 2014, con un aumento del 5% por año.

## Áreas protegidas de Arabia Saudita

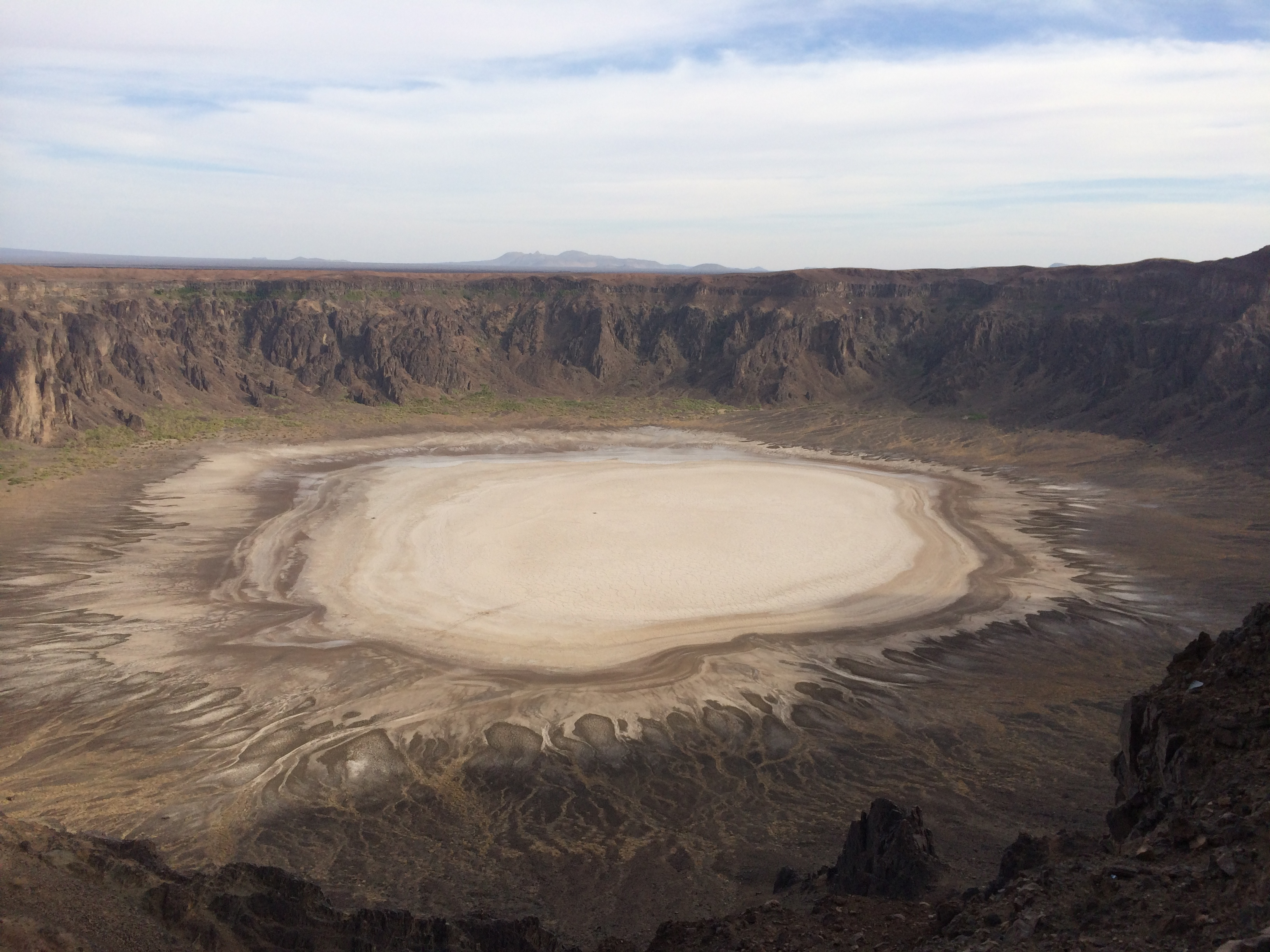
El cráter de Al Wahbah a 250 km de Taif, en el borde occidental de la meseta basáltica de Harra. Tiene 250 m de profundidad y 2 km de diámetro.

En Arabia Saudita había, en 2024, según la IUCN, 78 áreas protegidas que ocupan unos 356.729 km², el 18,53% % de los cerca de 2 millones de km² que tiene el territorio, y unos 7956 km² de áreas marinas, el 3,55 % de los 224.039 km² de superficie marina que le pertenece. Este conjunto comprende 6 parques nacionales, 1 reserva biológica, 2 áreas protegidas Hima/BR, 2 áreas protegidas Hima/RUR (una hima es un sistema de tenencia pastoril tradicional), 2 santuarios inviolables, 1 geoparque, 5 reservas naturales, 20 áreas protegidas, 9 reservas, 9 reservas para uso de los recursos, 8 reservas reales, 8 reservas naturales especiales, y 1 parque natural. A esto se añade 1 reserva de la biosfera de la Unesco y 1 sitio patrimonio de la humanidad.
- Parque nacional Al-Ghat, 58,67 km². 200 km al noroeste de Riad. La ciudad de Al-Ghat es un oasis en las laderas del monte Twake, a unos 800 m de altitud.
- Parque nacional Hima Huraymila, 147 km²
- Parque nacional de Asir, 6.491 km² ampliado. Incorpora la montaña de Jabal Sawda, cubierta de niebla en invierno. Veranos suaves por la altitud, bosques de enebros.[15][16]
- Parque nacional de Hima al-Ghada, 1011 km2
- Parque nacional de Al-Ahsa, 47.08 km2
- Parque nacional de Al-Taif, 32,71 km2

Las escasas plantas que crecen en Arabia Saudita son xerófilas, y hay muchas hierbas de pequeño tamaño y matorrales que se usan como forraje. Al sur del Asir hay pequeñas áreas de hierba y árboles. La palmera datilera crece ampliamente pero un tercio lo hacen en la provincia Oriental. 
La fauna incluye lobos, hienas, zorros, tejones, mangostas, puercoespines, babuinos, erizos, liebres, roedores y gerbos. Hasta la década de 1950 había numerosos animales grandes como gacelas, oryx (reintroducido), leopardos y cabras montesas, pero la introducción de vehículos motorizados para su caza los ha llevado casi hasta su extinción. Las aves incluyen halcones (capturados y entrenados para la caza), águilas, gavilanes, buitres, búhos, cuervos, flamencos, garzas, pelícanos, palomas, codornices, gangas y bulbules. Los animales domésticos incluyen camellos, ovejas del tipo fat-tailed, cabras, salukis, burros y pollos.

## Demografía de Arabia Saudita
En 2024, la población estimada de Arabia Saudita era de 34,2 millones habitantes, con un ascenso muy rápido desde los poco más de 2 millones en 1955 y una natalidad entonces de 7,6 hijos por mujer. Actualmente, se ha reducido a 2,3 hijos por mujer, junto con la tasa de crecimiento. Aunque la mayoría de habitantes son árabes de origen tribal, más del 40 % de la población no son ciudadanos de Arabia Saudí, sino personal contratado procedente del subcontinente indio (India (1,9 millones en 2022), Pakistán (1,8 millones), Bangladés (2,1 millones), Indonesia, y otros países árabes, sobre todo Egipto (1,5 millones), pero también Sudán (820.000), Siria, Yemen (1,8 millones), Filipinas, Jordania, Nepal, Birmania, Sri Lanka, Líbano, Somalia y Turquía. En su día, vinieron centenares de miles de migrantes de Corea del Sur que ahora están volviendo a su país. Hay unos cien mil occidentales que viven en complejos residenciales en Riad, Yeda, Yanbu y Dhahran. Algunas fuentes citan más de 20 millones de trabajadores extranjeros, aunque es un número variable.